# Rhonard García
Rhonard García Ángeles (sinh ngày 15 tháng 9 năm 1990) là một cầu thủ bóng đá người Cộng hòa Dominica thi đấu cho local club Cibao FC ở vị trí tiền vệ. Anh cũng có thể chơi ở vị trí hâu vệ cả hai cánh.

## Thống kê sự nghiệp
| Câu lạc bộ          | Mùa giải            | Giải vô địch | Giải vô địch |
| Câu lạc bộ          | Mùa giải            | Số trận      | Bàn thắng    |
| ------------------- | ------------------- | ------------ | ------------ |
| Moca                | 2011–12             | ?            | ?            |
| Moca                | 2012–13             | 12           | 2            |
| Moca                | 2014                | ?            | ?            |
| Moca                | 2015                | ?            | 0            |
| Moca                | 2016                | ?            | 0            |
| Moca                | Tổng cộng           | 12+          | 2+           |
| Cibao               | 2017                | ?            | ?            |
| Cibao               | Tổng cộng           | ?            | ?            |
| Tổng cộng sự nghiệp | Tổng cộng sự nghiệp | 12+          | 2+           |

## Danh hiệu
- Cibao
  - Giải vô địch các câu lạc bộ bóng đá Caribe (1): 2017